# Olenecamptus sexplagiatus
Olenecamptus sexplagiatus är en skalbaggsart som först beskrevs av Stefan von Breuning 1936.  Olenecamptus sexplagiatus ingår i släktet Olenecamptus och familjen långhorningar. Inga underarter finns listade i Catalogue of Life.